# Power of Eternity
Power of Eternity – dwudziesty piąty album studyjny Wishbone Ash.

## Lista utworów
Na albumie znajdują się następujące utwory:
1. The Power – 5:48
2. Driving a Wedge – 4:24
3. In Crisis – 6:35
4. Dancing with the Shadows – 5:55
5. Happiness – 4:24
6. Northern Lights – 3:05
7. Your Indulgence – 3:30
8. Growing Up – 4:38
9. Disappearing – 5:14
10. Hope Springs Eternal – 5:55

## Twórcy albumu
Autorami albumu są:
- Andy Powell – gitara, wokal
- Muddy Manninen – gitara
- Bob Skeat – bas
- Joseph Crabtree – perkusja
- Ray Weston – perkusja w Your Indulgence
- Miri Miettinen – perkusja w Northern Lights
- Aynsley Powell – gitara rytmiczna w Disappearing